# Jebel Barkal
| Jebel Barkal         | Jebel Barkal                 |
| -------------------- | ---------------------------- |
| Dschebel Barkal      |                              |
| Höhe                 | 287 m                        |
| Lage                 | Sudan                        |
| Koordinaten          | 18° 32′ 12″ N, 31° 49′ 42″ O |
| \| \|                |                              |
| Jebel Barkal (Sudan) |                              |

| Jebel Barkal (Sudan) |

| Dw · Z1 | O39 | A6 | N18 · N18 · N18 | niwt |

| Dw · Z1 | O39 | A6 | N18 · N18 · N18 | niwt |

| Dw · Z1 | O39 | A6 | N18 · N18 · N18 | niwt |

| Dw · Z1 | O39 | A6 | N18 · N18 · N18 | niwt |

Jebel Barkal (arabisch جبل البركل Dschabal al-Barkal, DMG Ǧabal al-Barkal; ägyptisch ḏw wˁb – der reine Berg, auch Gebel Barkal oder Dschebel Barkal, das erste Wort ist jeweils die Transkription für das arabische Wort „Berg“, Barkal bedeutet „heilig“) ist ein kleiner Berg im Norden Sudans mit 287 m Höhe. Der Jebel Barkal ist von einem ausgedehnten Ruinenfeld umgeben, das mehrere Tempelanlagen, bedeutende Profanbauten („Paläste“) sowie eine Pyramiden-Nekropole umfasst. Die Bauten bilden zusammen mit den Funden in Sanam die antike Stadt Napata. Daher erhielten der Berg Barkal, Sanam und weitere Fundstätten der Umgebung 2003 von der UNESCO den Status Weltkulturerbe.

## Lage
Der Jebel Barkal liegt ca. 30 Kilometer flussabwärts vom 4. Nilkatarakt und vom neuen Merowe-Staudamm, am rechten Ufer des Nils, etwa zwei Kilometer südwestlich von Karima und rund 400 Kilometer nördlich von Khartum. Die Entfernung zum Nil beträgt etwa 1,5 Kilometer.

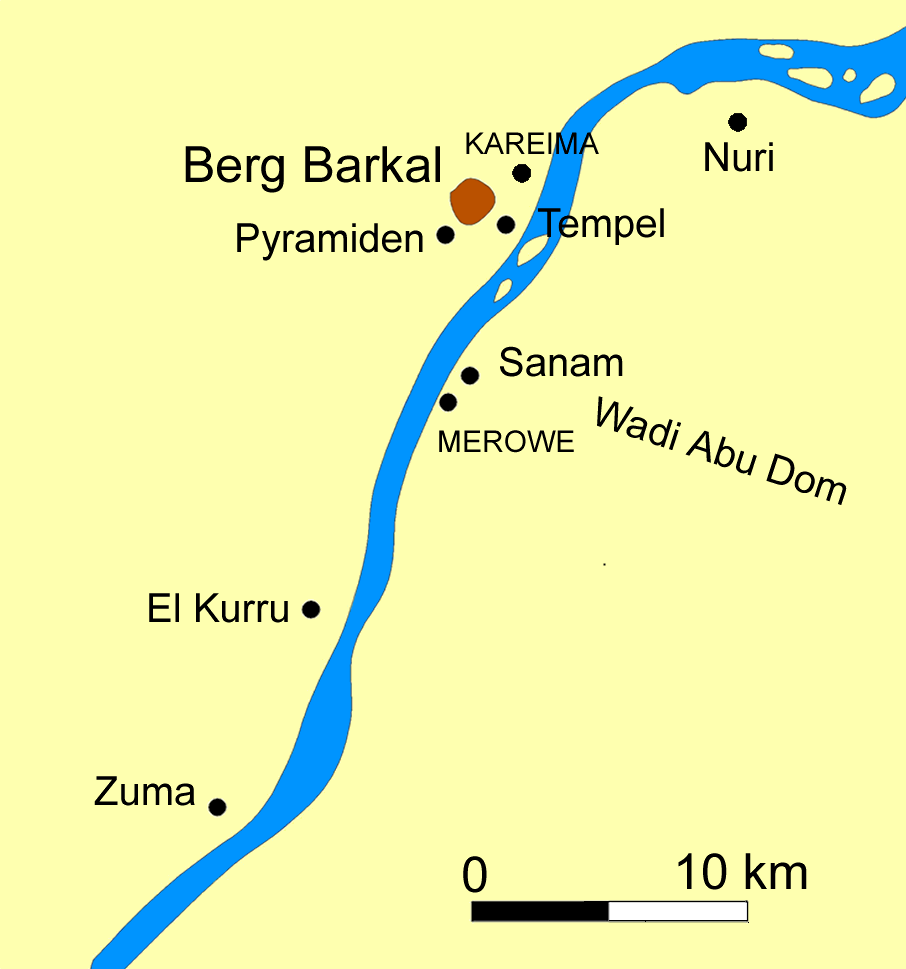
Jebel Barkal und dessen Umgebung

Der Tafelberg ragt etwa 100 Meter aus dem Umland heraus, die fast senkrechten Sandsteinflanken sind 80 bis 95 Meter hoch, lediglich die Nordflanke ist weniger steil.

## Geschichte

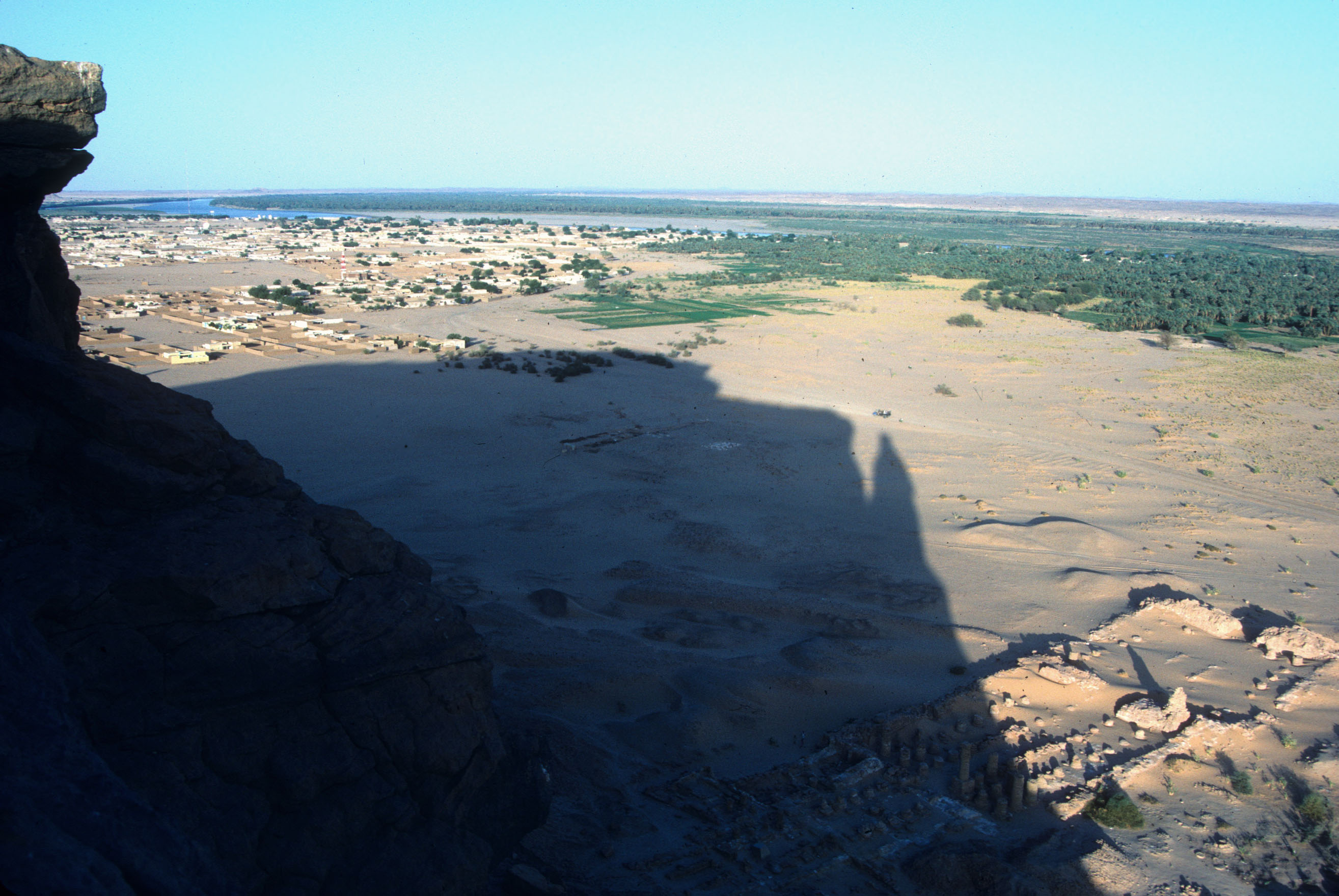
Blick vom Jebel Barkal nach Nordosten. Amuntempel, die Stadt Karima und die Flussoase des Nils

Spätestens seit Thutmosis III. im 15. Jahrhundert v. Chr., von dem die frühesten ausgegrabenen Ruinen stammen, galt den Ägyptern der Jebel Barkal als südliches Gegenstück zur Tempelanlage in Karnak und als Wohnort des Gottes Amun. Bis zur 20. Dynastie war der Jebel Barkal das wichtigste religiöse Zentrum der Ägypter in Nubien. Während dieser Dynastie zogen sich die Ägypter allmählich aus Nubien zurück, der Jebel Barkal blieb ein politisch ungesichertes Gebiet, und der Amun-Kult verschwand für eine Übergangszeit. Nach 1000 v. Chr. herrschten lokale nubische Fürsten. Mit der Entstehung des kuschitischen Reiches, dessen erste Hauptstadt im 8. Jahrhundert v. Chr. Napata mit dem Jebel Barkal als Zentrum war, wurde der Amun-Kult wiederbelebt. Unter Kaschta (regierte um 760–747) begann die Erneuerung und Erweiterung der ägyptischen Tempel. Sein Sohn und Nachfolger Pije (regierte um 747–716) ließ den großen Amuntempel vom Jebel Barkal renovieren und erweitern.
Vor der senkrechten Felswand am Südende des Berges befindet sich eine etwa 70 Meter hohe freistehende Felsnadel. Früher wurde angenommen, es handle sich um eine stark verwitterte Kolossalstatue. Neuere Untersuchungen konnten das widerlegen, doch scheint diese Spitze schon in der Antike von Bedeutung gewesen zu sein. Der Felsen lässt sich als Uräusschlange deuten, dem Symbol ägyptischer Könige. Taharqa (um 690–664 v. Chr.) und Nastasen, der in der zweiten Hälfte des 4. Jahrhunderts v. Chr. regierte, haben hier ihre Namen anbringen lassen.

## Tempelbezirk
In der Ebene im Osten, direkt am Fuße des Berges befinden sich die Ruinen einiger Tempel und Grabbauten, die 1916–1920 von George A. Reisner ausgegraben wurden. Eine erneute Untersuchung der Tempelruinen erfolgt mit Unterbrechungen seit 1987 durch das Museum of Fine Arts, Boston unter der Leitung von Timothy Kendall.

### Amun-Tempel
Zum Tempelbezirk gehört der B.500 genannte Amun-Tempel. Der älteste Teil des Tempels stammt aus dem Neuen Reich und ist teilweise aus Steinblöcken im Format Talatat errichtet, das vor allem gegen Ende der 18. Dynastie üblich war. Wesentlich erweitert wurde der Bau unmittelbar vor Beginn der 25. Dynastie unter König Pije. Die Säulen und Eingänge bestanden aus Sandstein, während für die meisten Mauern ungebrannte Lehmziegel verwendet wurden. Pije und Taharqa versahen den Tempel mit reliefierten Barkenuntersätzen aus Granit. Die Bauweise sollte ägyptische Traditionen fortsetzen. Ab der 25. Dynastie entwickelte sich der Amuntempel zu einer Art Nationalheiligtum, in dem zahlreiche kuschitischen Könige Stelen mit Berichten über ihre Taten aufstellen ließen, um diese vor der Gottheit zu rechtfertigen. Diese Stelen stellen heute eine der umfassendsten Schriftquellen zur Geschichte der 25. Dynastie und der napatanischen Zeit dar.

### Tempel von Mut und Hathor

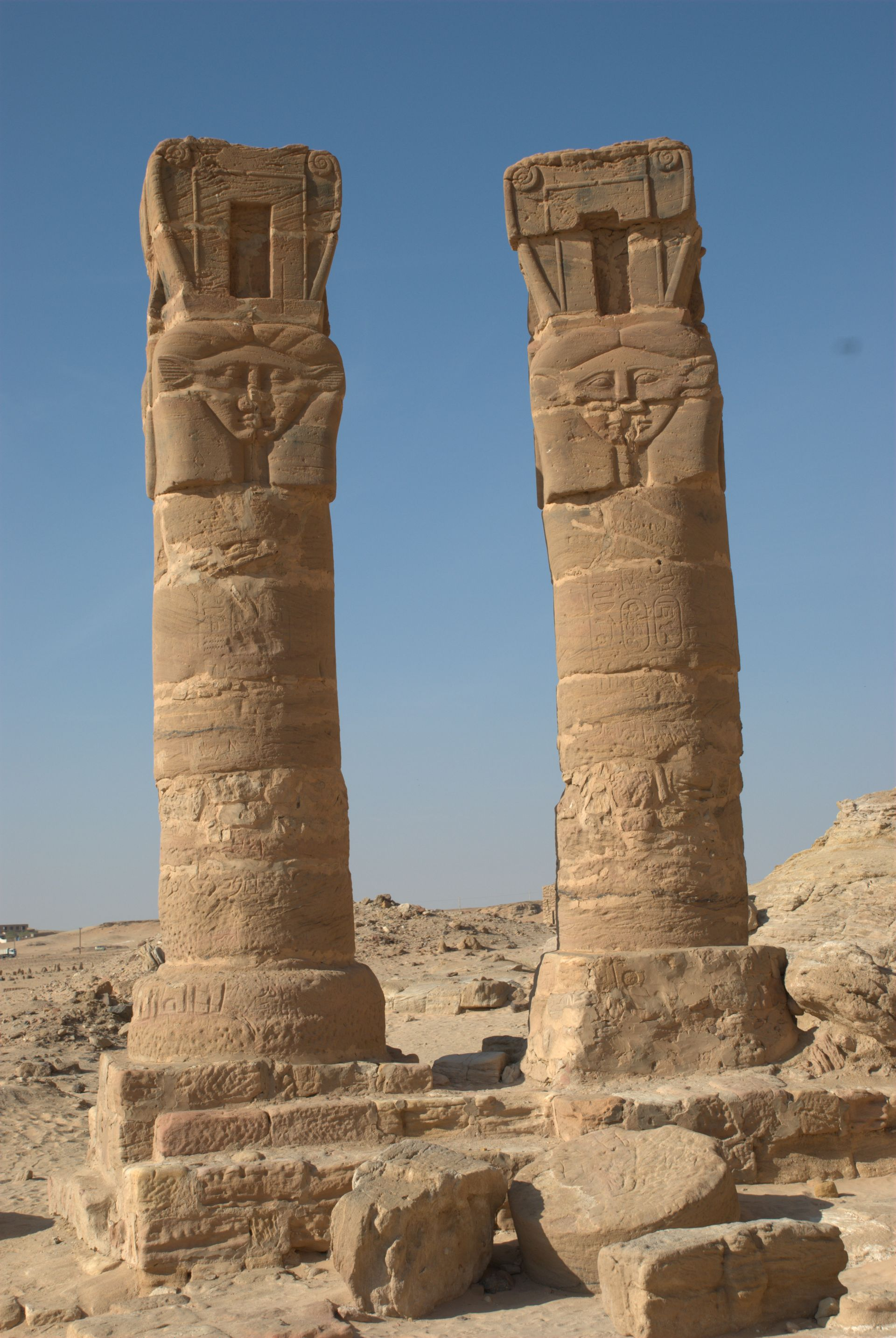
Hathor-Säulen des Tempels B 300

Die nach dem Amun-Tempel am besten erhaltenen Ruinen des B.300, auch Tempel der Mut, liegen knapp 200 Meter westlich von diesem an der Südspitze des Jebel Barkal unterhalb der Felsnadel. Der ursprüngliche Bau für die Göttin Mut aus der Zeit des Neuen Reiches war ein freistehender Tempel. Unter Taharqa wurde ein neuer Tempel mit einem Pylon und axialen Säulenreihen im Innern um 680 v. Chr. zur Hälfte in den Felsen hineingebaut. Zwei Säulen des Mut-Tempels mit Kapitellen, die Hathorgesichter zeigen, wurden wieder aufgerichtet. 
25 Meter westlich befand sich der ähnlich große und ebenso teilweise in den Felsen gebaute Tempel B.200 für die Göttin Hathor. Beide Tempel huldigen einem Sonnenkult, dem Mythos vom Auge des Re. Der Hathor-Tempel besaß drei Altarräume, für Hathor, Tefnut und eine weitere unbekannte Göttin.

### Weitere Tempel innerhalb des Tempelbezirks
B.600 war ein kleiner Tempel, der unter Thutmosis IV. um etwa 1400 erstmals errichtet wurde, durch einen Steinschlag zerstört worden sein musste und vermutlich gegen Ende der napatanischen Zeit neu aufgebaut wurde. Um dieselbe Zeit wurde auch der durch Steinschlag beschädigte, daneben liegende und aus dem 7. Jahrhundert stammende B.700 wiederhergestellt. 
Den ursprünglich aus Lehmziegeln errichteten Tempel B.800 (Tempel des Alara) ließ Kaschta mit einem Pylon aus Steinquadern erweitern und dessen Zugang mit einer Reihe Steinwidder säumen. Zwischen diesen Tempeln wurden geringe Reste von weiteren Tempeln und Profanbauten ausgegraben. Die erste Bauphase des Palasten (B.1200) aus Lehmziegeln fällt vermutlich auch in die Zeit von Kuschta.

## Stadt und Nekropole
Östlich des Tempelbezirks ergrub ein Team der Universität Rom die Reste mehrerer, überwiegend aus der meroitischen Zeit stammender Profangebäude, darunter eines großen Palastes aus dem 1. Jahrhundert n. Chr. 1994 fanden die Italiener dort zwei Löwenstatuen.
Auf der gegenüberliegenden westlichen Seite des Berges sind von der Durchgangsstraße aus die meroitischen Pyramiden vom Jebel Barkal zu sehen.